# Concile de Vérone
Le concile de Vérone est réuni en novembre 1184 par le pape Lucius III, qui chassé par la commune de Rome s'est réfugié à Vérone, entre le 1er août et le 4 novembre 1184, en présence de l'empereur Frédéric Barberousse. Le concile condamne les néo-manichéens (cathares). Le prédicateur lyonnais Pierre Valdès est excommunié,. Les Umiliati de Lombardie, les disciples d'Arnaud de Brescia, les Patarins sont également condamnés.
Le 4 novembre, la bulle Ad abolendam est promulguée. Elle institue l’Inquisition épiscopale : les autorités ecclésiastiques désignent les hérétiques qui doivent être châtiés par le pouvoir temporel. Elle définit l'hérésie à l'aide du droit canonique. 
C'est lors du concile de Vérone qu'apparaît pour la première fois le sacrement de mariage. 